# Noor-e-Islam-Moschee

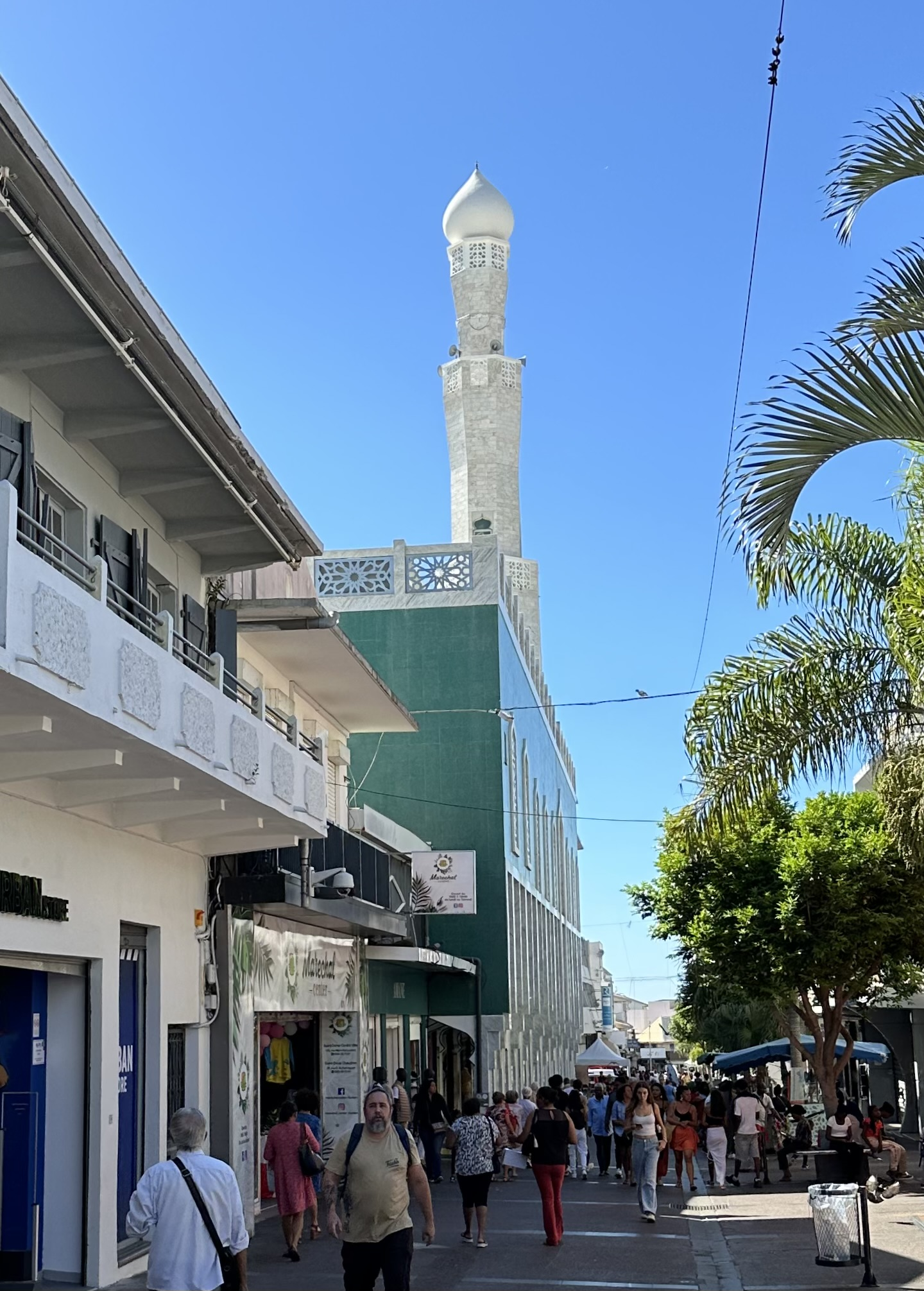
Moschee Noor-e-Islam, 2024

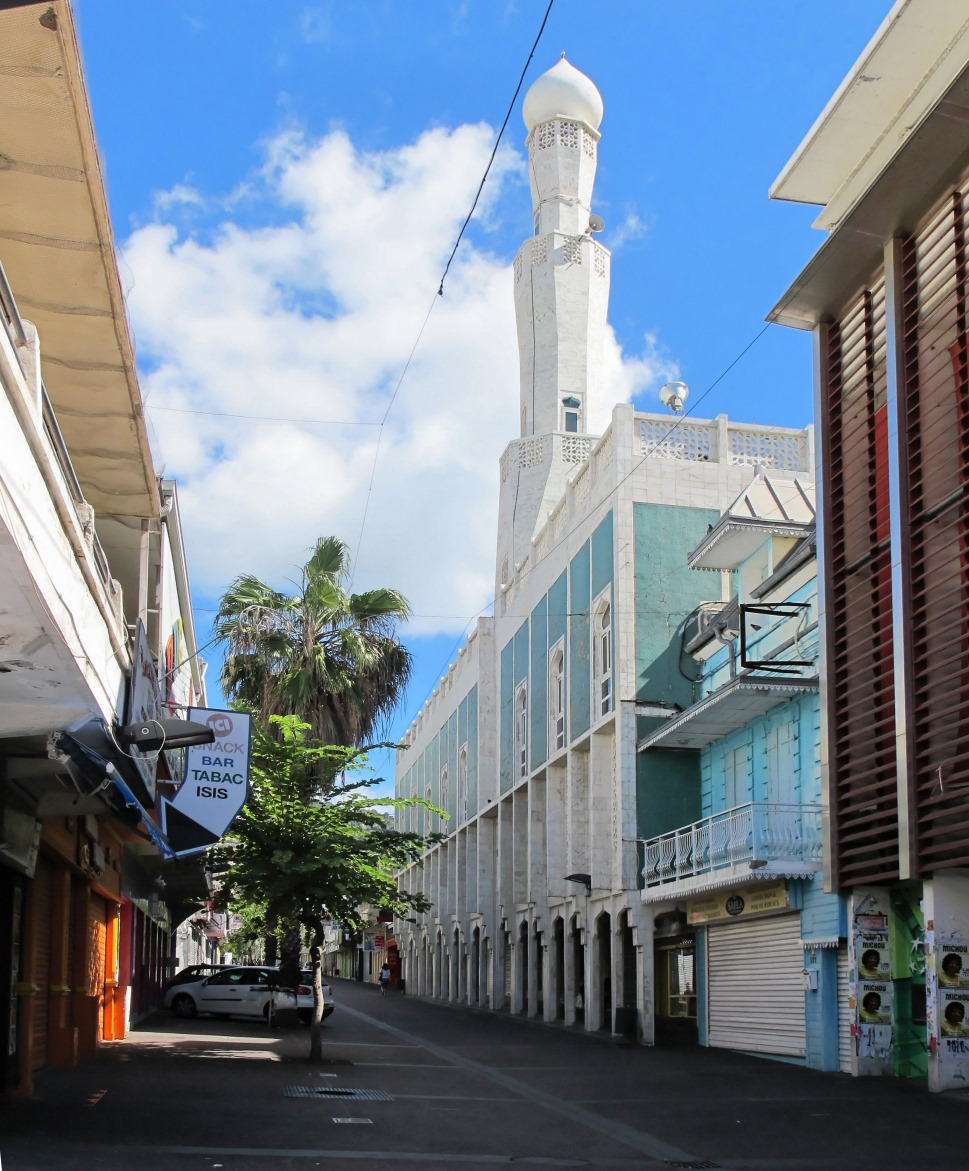
Blick von Westen, 2010

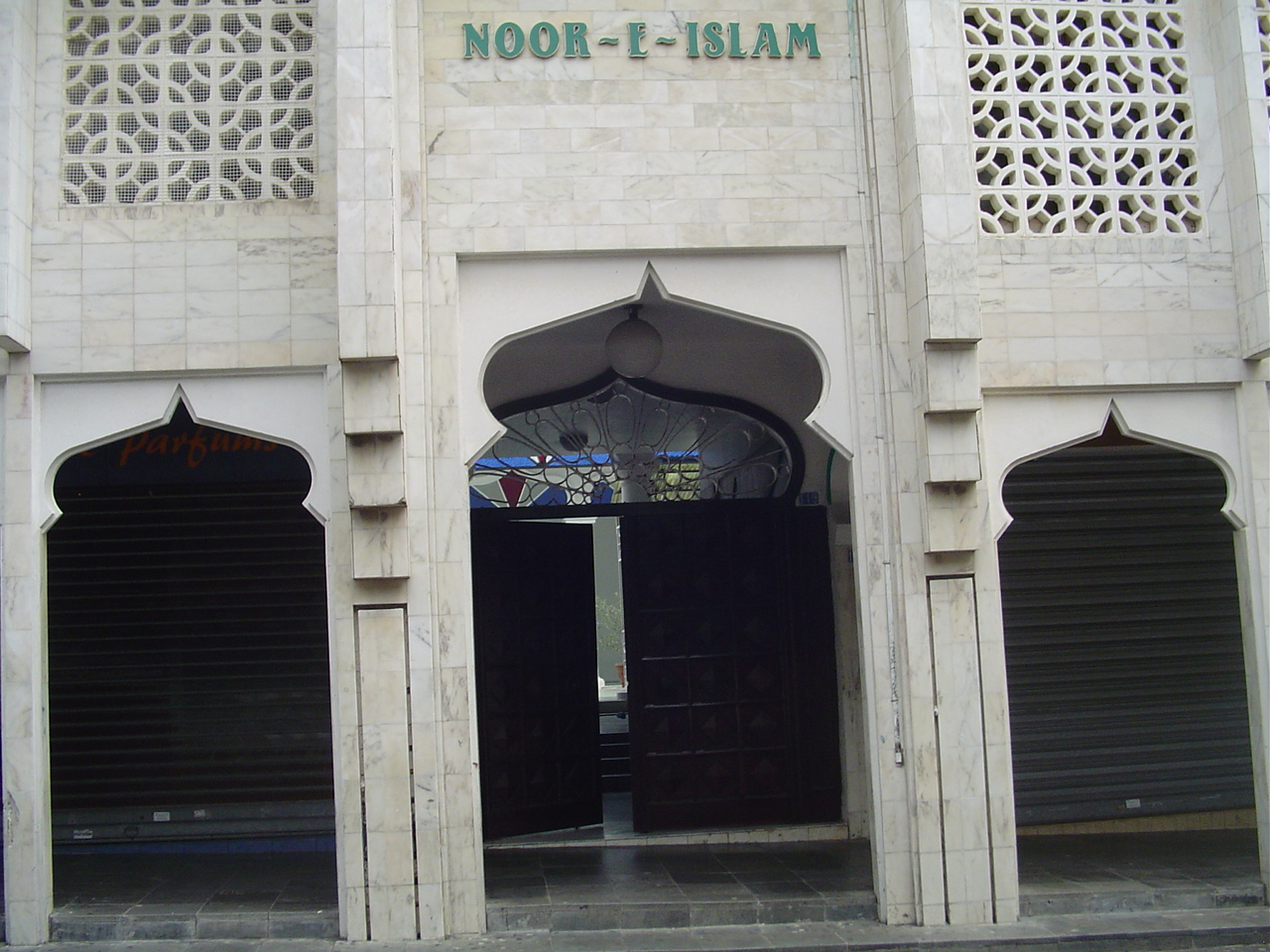
Eingang, 2007

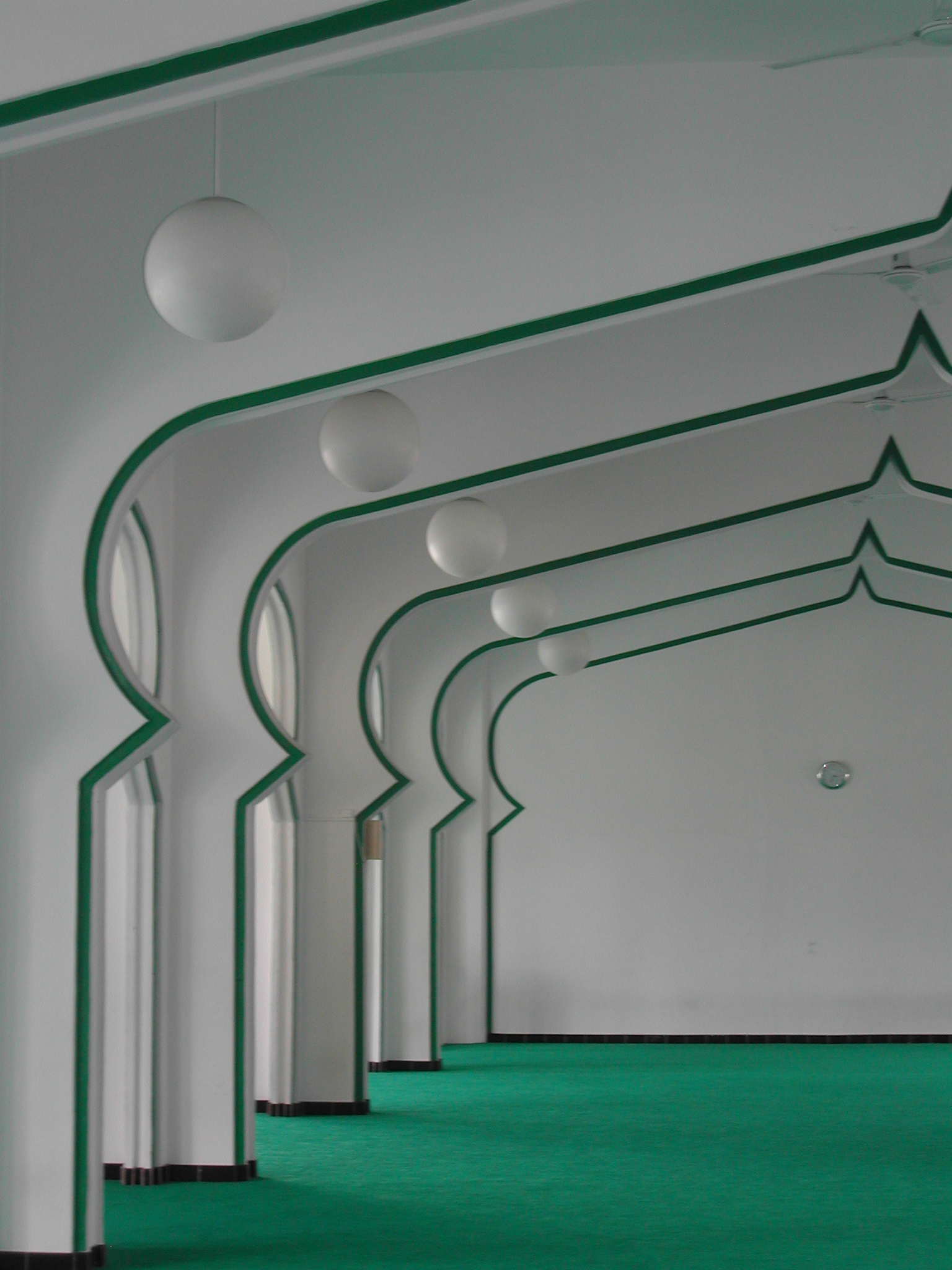
Gebetsraum, 2005

Die Noor-e-Islam-Moschee ist eine sunnitische Moschee in Saint-Denis auf der französischen Insel Réunion. Es ist die älteste Moschee Frankreichs.

## Lage
Die Moschee befindet sich zentral in der Altstadt von Saint-Denis auf der Nordseite der Rue du Maréchal-Leclerc an der Adresse 111, rue du maréchal-Leclerc.

## Architektur und Geschichte
Am 20. April 1892 ersteigerten sechs, ursprünglich aus Gujarat stammende Kaufleute, im Auftrag der arabisch/indisch-muslimischen Gemeinschaft ein Haus in der damaligen Rue du Grand-Chemin, der heutigen Rue du Maréchal-Leclerc. Die Gemeinschaft umfasste etwa 130 Personen, die seit 20 Jahren auf Réunion ansässig waren. Das Gebäude wurde zu einem Gebetsraum umgebaut.
Am 25. November 1897 wandte man sich mit einer Petition an Gouverneur Beauchamp und bat um die Erlaubnis, eine Moschee errichten zu dürfen. Die Erlaubnis dazu erfolgte am 8. Januar 1898. Die Fertigstellung dauerte dann sieben Jahre, da die relativ kleine Gemeinschaft die Finanzierung nach und nach aufbringen musste, wofür von den Mitgliedern der Gemeinschaft eine Pauschale je gehandelter Ware erhoben wurde. Die Moschee Noor-e-Islam (deutsch Licht des Islam) wurde am 29. November 1905 eröffnet und ist damit die älteste Moschee Frankreichs. Der Name der Moschee bezieht sich auf Sure 24, Vers 35 des Korans. Die Architektur zitiert indische Elemente. An der Eröffnung nahm Prinz Said Ali bin Said Omar von den Komoren, der sich im Exil auf Réunion aufhielt, teil.
Die in grün und weiß gehaltene Moschee ist zweigeschossig und entstand auf einer Fläche von 720 m². Im Erdgeschoss befinden sich fünf Eingänge, darunter mittig als Hauptzugang ein großes Tor. Im Inneren befindet sich ein von toskanischen Säulen gesäumter Innenhof. Die Säulen tragen Bögen, so dass der Charakter eines antiken Patio entsteht.
In der Zeit von 1960 bis 1962 erfolgten umfangreiche Umbauarbeiten, die insbesondere den Gebetsraum und den Innenhof betrafen. Trotzdem wurde die Moschee während der Bauarbeiten nicht geschlossen. Die Umbauten waren notwendig, da der ursprünglich für 150 Personen vorgesehene Gebetsraum sich als zu klein erwies. Für die Erweiterung wurde 1959 ein benachbartes Grundstück erworben. Die Fläche des Gebetsraums wurde von 100 auf 400 m² erhöht, so dass sie nun Platz für 500 Personen bot. Während die Säulen erhalten blieben, wurden die ursprünglichen Bögen verändert und erhielten eine orientalisch anmutende Gestaltung. Darüber hinaus wurden in die Bögen farbige Gläser eingesetzt, die in den französischen Nationalfarben blau, weiß, rot gehalten sind. Unterhalb des Gebetsraums entstand ein Keller. Der Innenhof verband weiterhin die beiden Gebäudeteile. Der zur Straße weisende Südteil und die Fassade blieben weitgehend unverändert.
Als Architekten waren Virapin und Ravily tätig. Die Moschee wurde am 3. August 1962 eingeweiht. Die Kosten beliefen sich auf 24 Millionen CFA-Franc.
Am 12. Oktober 1974 wurde ein benachbartes Geschäft durch einen Brand beschädigt, der vor allem die Holzaufbauten und die Fassade betraf. Der vordere Teil des noch aus dem Jahr 1905 stammenden Gebäudeteils wurde entfernt und durch einen prächtigeren Neubau ersetzt, der in seinem Zentrum ein 32 Meter hohes Minarett erhielt. Pläne, einen Garten vorzulagern wurden verworfen und stattdessen eine 38 Meter lange und vier Meter breite Einkaufsgalerie mit sechs Ladengeschäften eingerichtet. Der Gebetsraum blieb unverändert. Im Obergeschoss des straßenseitigen Blocks wurde ein großer Tagungsraum angelegt. Der vom Architekturbüro Groupe 4 (Gustave Rey, Jean Ménagé, Philippe Goetz und Marc van Nuwenborg) entworfene Neubau wurde 1979 abgeschlossen. Oberhalb des Eingangs befindet sich an der Fassade der Schriftzug Mosqueé Noor-E-Islam.
In der Moschee wird  religiöser Unterricht in französischer Sprache  bzw. Kreolisch erteilt. Auch die Predigt im Freitagsgebet und an den Festtagen wird in diesen Sprachen gehalten.
In der befindet sich seit 1947 eine Medersa. Sie hat ein monumentales Eingangsportal und wird dem Architekten Jean Albany zugeschrieben.